# Nyssodrysternum picticolle
Nyssodrysternum picticolle là một loài bọ cánh cứng trong họ Cerambycidae.